# Vallée du Bandama
Vallée du Bandama ist ein Distrikt der Elfenbeinküste mit der Hauptstadt Bouaké und unterteilt sich in die Regionen Gbêkê und Hambol. Der Distrikt liegt im Zentrum des Landes. Dem Zensus von 2021 zufolge leben im Distrikt 1.964.929 Menschen.